# Gunyo Oriente
Gunyo Oriente är en ort i Mexiko, tillhörande kommunen Aculco i den nordvästra delen av delstaten Mexiko, i den centrala delen av landet. Orten hade 602 invånare vid folkräkningen 2010.